# Чемпионат СССР по лёгкой атлетике 1980
Лично-командный чемпионат СССР по лёгкой атлетике 1980 года проходил с 6 по 9 сентября в Донецке на стадионе «Локомотив». Украинский город впервые в истории принимал национальный чемпионат. На протяжении четырёх дней было разыграно 40 комплектов медалей.
Соревнования состоялись в конце летнего сезона, через месяц после завершения главного старта четырёхлетия — Олимпийских игр в Москве. Тем не менее, многие члены сборной СССР, в том числе олимпийские чемпионы и призёры, приняли участие в чемпионате страны в Донецке.
Олимпийская чемпионка и рекордсменка страны Вера Комисова подтвердила свой класс, выиграв не только свою основную дистанцию, 100 метров с барьерами, но и бег на 100 метров.
Чемпион Игр в метании молота Юрий Седых впервые в истории национальных первенств показал результат за 80 метров (80,84 м), менее метра уступив собственному мировому рекорду (81,80 м).
Серебряный призёр Олимпийских игр Василий Архипенко в четвёртый раз подряд стал чемпионом страны в беге на 400 метров с барьерами. Для другого московского медалиста, Александра Пучкова, победа на дистанции 110 метров с барьерами стала второй в карьере.
Шестикратной чемпионкой СССР в толкании ядра стала Светлана Крачевская, месяцем ранее завоевавшая серебряную медаль Олимпийских игр.
Яак Уудмяэ, выигравший тройной прыжок на Играх в Москве, на национальном чемпионате остался только третьим, уступив 20 см победителю Василию Грищенкову.
Единственный рекорд СССР на чемпионате установила Тамара Быкова в женском прыжке в высоту — 1,97 м. Предыдущее достижение она улучшила на один сантиметр.
Фаина Мельник показала 14-й результат в истории метания диска среди женщин (половина из этих результатов принадлежала самой Мельник) — 69,60 м. Мировому рекорду болгарской спортсменки Марии Петковой (71,80 м) она уступила чуть более двух метров.
В течение 1980 года в различных городах были проведены также чемпионаты СССР в отдельных дисциплинах лёгкой атлетики:
- 17 февраля — чемпионат СССР по кроссу (Кисловодск)
- 27 апреля — чемпионат СССР по кроссу (Фрунзе)
- 23—24 мая — чемпионаты СССР по марафону и ходьбе на 50 км (Москва)
- 20—21 июня — чемпионат СССР по многоборьям (Москва)

## Командное первенство
| Место | Команда        |
| ----- | -------------- |
| 1     | РСФСР          |
| 2     | Украинская ССР |
| 3     | Ленинград      |

## Призёры

### Мужчины
| Дисциплина             | Золото                                                                                | Золото    | Серебро                                                                                   | Серебро   | Бронза                                                                                 | Бронза    |
| ---------------------- | ------------------------------------------------------------------------------------- | --------- | ----------------------------------------------------------------------------------------- | --------- | -------------------------------------------------------------------------------------- | --------- |
| 100 м                  | Николай Сидоров Москва                                                                | 10,37     | Владимир Муравьёв Казахская ССР Караганда                                                 | 10,41     | Андрей Шляпников Москва                                                                | 10,45     |
| 200 м                  | Андрей Шляпников Москва                                                               | 21,13     | Владимир Бронников Украинская ССР Одесса                                                  | 21,18     | Иван Бабенко РСФСР Ростов-на-Дону                                                      | 21,21     |
| 400 м                  | Николай Чернецкий Москва                                                              | 46,17     | Павел Рощин Украинская ССР Одесса                                                         | 46,36     | Виталий Федотов Туркменская ССР Чарджоу                                                | 46,46     |
| 800 м                  | Алексей Литвинов Ленинград                                                            | 1.47,9    | Валерий Торопов Ленинград                                                                 | 1.48,0    | Сергей Рыпаков Казахская ССР Алма-Ата                                                  | 1.48,1    |
| 1500 м                 | Дмитрий Дмитриев Ленинград                                                            | 3.41,4    | Михаил Старовойтов Белорусская ССР Могилёв                                                | 3.42,1    | Валерий Торопов Ленинград                                                              | 3.42,8    |
| 5000 м                 | Дмитрий Дмитриев Ленинград                                                            | 13.39,5   | Валерий Абрамов РСФСР Московская область                                                  | 13.39,7   | Валентин Зотов Белорусская ССР Минск                                                   | 13.42,4   |
| 10 000 м               | Валерий Криулин РСФСР Уфа                                                             | 28.33,5   | Сергей Злобин РСФСР Южно-Сахалинск                                                        | 28.34,8   | Николай Радостев Москва                                                                | 28.34,9   |
| 3000 м с препятствиями | Владимир Филонов РСФСР Московская область                                             | 8.28,8    | Борис Нестерук Молдавская ССР Кишинёв                                                     | 8.29,9    | Виктор Карпенко Украинская ССР Харьков                                                 | 8.32,4    |
| 110 м с барьерами      | Александр Пучков Ленинград                                                            | 13,74     | Андрей Прокофьев РСФСР Свердловск                                                         | 13,75     | Степан Кузив Украинская ССР Львов                                                      | 13,88     |
| 400 м с барьерами      | Василий Архипенко Украинская ССР Донецк                                               | 49,65     | Александр Яцевич Ленинград                                                                | 50,00     | Владимир Киянов РСФСР Московская область                                               | 50,20     |
| Прыжок в высоту        | Раймондас Казлаускас Литовская ССР Вильнюс                                            | 2,21 м    | Алексей Демьянюк Украинская ССР Львов                                                     | 2,18 м    | Владимир Граненков РСФСР Великие Луки                                                  | 2,18 м    |
| Прыжок с шестом        | Александр Черняев Украинская ССР Киев                                                 | 5,50 м    | Константин Волков РСФСР Иркутск                                                           | 5,40 м    | Юрий Прохоренко Украинская ССР Киев                                                    | 5,40 м    |
| Прыжок в длину         | Шамиль Аббясов Киргизская ССР Фрунзе                                                  | 7,97 м    | Юрий Самарин Украинская ССР Днепропетровск                                                | 7,89 м    | Арвидас Сабонис Литовская ССР Вильнюс                                                  | 7,82 м    |
| Тройной прыжок         | Василий Грищенков Ленинград                                                           | 17,02 м   | Александр Бескровный Москва                                                               | 16,96 м   | Яак Уудмяэ Эстонская ССР Тарту                                                         | 16,82 м   |
| Толкание ядра          | Анатолий Ярош Украинская ССР Ворошиловград                                            | 20,27 м   | Сергей Донских Ленинград                                                                  | 20,03 м   | Евгений Миронов Ленинград                                                              | 19,87 м   |
| Метание диска          | Юрий Думчев Москва                                                                    | 63,42 м   | Владимир Зинченко Украинская ССР Запорожье                                                | 62,58 м   | Александр Андрианов Ленинград                                                          | 62,00 м   |
| Метание молота         | Юрий Седых Украинская ССР Киев                                                        | 80,84 м   | Игорь Никулин Ленинград                                                                   | 78,64 м   | Сергей Литвинов РСФСР Ростов-на-Дону                                                   | 77,16 м   |
| Метание копья          | Василий Ершов Украинская ССР Запорожье                                                | 84,90 м   | Геннадий Колосов Ленинград                                                                | 82,20 м   | Анатолий Жеребцов Украинская ССР Одесса                                                | 81,32 м   |
| Ходьба на 20 000 м     | Николай Винниченко Украинская ССР Харьков                                             | 1:21.47,0 | Евгений Евсюков РСФСР Сочи                                                                | 1:21.56,0 | Анатолий Соломин Украинская ССР Киев                                                   | 1:22.23,0 |
| Эстафета 4×100 м       | Ленинград Евгений Ковалёв Николай Колесников Александр Аксинин Николай Юшманов        | 39,76     | Украинская ССР · Виктор Павленко · Валентин Цехович · Сергей Голиус · Владимир Бронников  | 39,88     | Москва Николай Сидоров Андрей Шляпников Александр Черкашин Александр Ягудин            | 40,48     |
| Эстафета 4×200 м       | РСФСР · Михаил Бабанин · Виктор Фёдоров · Анатолий Литвинов · Иван Бабенко            | 1.23,3    | Украинская ССР · Сергей Голиус · Владимир Бронников · Борис Шафранович · Валентин Цехович | 1.23,7    | Узбекская ССР · Пётр Воробьёв · Виктор Табаков · Евгений Антоненко · Александр Харлов  | 1.25,8    |
| Эстафета 4×400 м       | Украинская ССР · Владимир Евстюнин · Павел Рощин · Виктор Бураков · Василий Архипенко | 3.07,4    | Ленинград Александр Олейник Игорь Резников Владимир Хромов Сергей Куцебо                  | 3.08,7    | РСФСР · Юрий Козлов · Сергей Синелобов · Павел Коновалов · Виктор Маркин               | 3.09,1    |
| Эстафета 4×800 м       | Ленинград Андрей Абульян Валерий Веселовский Алексей Литвинов Валерий Торопов         | 7.16,6    | Москва Гайяр Айнетдинов Владимир Смолин Владимир Ковалёв Николай Чесноков                 | 7.16,8    | Казахская ССР · Владимир Карпенко · Владимир Волков · Сергей Дручинин · Сергей Рыпаков | 7.16,8    |

### Женщины
| Дисциплина        | Золото                                                                           | Золото  | Серебро                                                                            | Серебро | Бронза                                                                                  | Бронза  |
| ----------------- | -------------------------------------------------------------------------------- | ------- | ---------------------------------------------------------------------------------- | ------- | --------------------------------------------------------------------------------------- | ------- |
| 100 м             | Вера Комисова Ленинград                                                          | 11,32   | Людмила Маслакова Москва                                                           | 11,36   | Ирина Литовченко Москва                                                                 | 11,48   |
| 200 м             | Людмила Маслакова Москва                                                         | 23,06   | Раиса Махова Украинская ССР Днепропетровск                                         | 23,60   | Татьяна Литвинова РСФСР Липецк                                                          | 23,73   |
| 400 м             | Татьяна Пророченко Украинская ССР Запорожье                                      | 51,70   | Надежда Лялина РСФСР Тула                                                          | 51,88   | Людмила Чернова РСФСР Краснодар                                                         | 52,08   |
| 800 м             | Людмила Веселкова Ленинград                                                      | 1.59,0  | Лаймуте Байкаускайте Литовская ССР Шяуляй                                          | 1.59,5  | Екатерина Подкопаева РСФСР Московская область                                           | 1.59,7  |
| 1500 м            | Людмила Веселкова Ленинград                                                      | 4.03,6  | Зоя Ригель РСФСР Владивосток                                                       | 4.04,0  | Любовь Смолка Украинская ССР Киев                                                       | 4.04,3  |
| 3000 м            | Татьяна Позднякова РСФСР Улан-Удэ                                                | 8.37,6  | Фаина Краснова РСФСР Чебоксары                                                     | 8.43,3  | Любовь Смолка Украинская ССР Киев                                                       | 8.43,6  |
| 100 м с барьерами | Вера Комисова Ленинград                                                          | 12,76   | Ирина Литовченко Москва                                                            | 12,91   | Татьяна Малюванец Украинская ССР Ворошиловград                                          | 13,09   |
| 400 м с барьерами | Екатерина Фесенко РСФСР Краснодар                                                | 55,90   | Анна Кастецкая Литовская ССР Вильнюс                                               | 55,93   | Татьяна Зубова Украинская ССР Киев                                                      | 56,06   |
| Прыжок в высоту   | Тамара Быкова РСФСР Ростов-на-Дону                                               | 1,97 м  | Елена Голобородько Ленинград                                                       | 1,92 м  | Валентина Палуйко Белорусская ССР Минск                                                 | 1,90 м  |
| Прыжок в длину    | Татьяна Скачко Украинская ССР Ворошиловград                                      | 6,92 м  | Лидия Алфеева Москва                                                               | 6,76 м  | Людмила Хаустова РСФСР Воронеж                                                          | 6,63 м  |
| Толкание ядра     | Светлана Крачевская Москва                                                       | 20,37 м | Нуну Абашидзе Украинская ССР Одесса                                                | 20,07 м | Нина Исаева РСФСР Московская область                                                    | 19,70 м |
| Метание диска     | Фаина Мельник Москва                                                             | 69,60 м | Галина Мурашова Литовская ССР Вильнюс                                              | 66,46 м | Татьяна Бережная Москва                                                                 | 65,94 м |
| Метание копья     | Леолита Блодниеце Латвийская ССР Рига                                            | 64,90 м | Татьяна Жигалова Латвийская ССР Рига                                               | 62,44 м | Сандра Лейшкалне Латвийская ССР Рига                                                    | 62,04 м |
| Эстафета 4×100 м  | Москва Людмила Маслакова Алла Харина Ирина Литовченко Вера Анисимова             | 43,80   | РСФСР · Марина Титова · Вера Акчурина · Ольга Золотарёва · Татьяна Проскурякова    | 44,61   | Ленинград Вера Комисова Елена Коротенко Галина Дьяченко Татьяна Савченко                | 44,92   |
| Эстафета 4×200 м  | Украинская ССР · Любовь Сень · Раиса Махова · Татьяна Пророченко · Нина Зюськова | 1.32,7  | РСФСР · Ольга Золотарёва · Надежда Лялина · Людмила Чернова · Татьяна Литвинова    | 1.33,1  | Москва Ирина Галченкова Лариса Шлыкова Вера Грачёва Алла Харина                         | 1.34,0  |
| Эстафета 4×400 м  | РСФСР · Лариса Голованова · Екатерина Фесенко · Людмила Чернова · Надежда Лялина | 3.29,9  | Москва Ирина Назарова Людмила Белова Наталья Иванова Наталья Монастырская          | 3.30,7  | Украинская ССР · Светлана Попова · Нина Зюськова · Татьяна Пророченко · Надежда Барская | 3.34,2  |
| Эстафета 4×800 м  | РСФСР · Зоя Ригель · Любовь Гурина · Екатерина Подкопаева · Татьяна Мишкель      | 7.56,6  | Украинская ССР · Любовь Смолка · Людмила Шестерова · Светлана Попова · Тамара Коба | 7.56,6  | Ленинград Наталья Кузнецова Ольга Кузюкова Ольга Двирна Людмила Веселкова               | 7.56,9  |

## Чемпионат СССР по кроссу
Чемпионат СССР по кроссу 1980 года прошёл 17 февраля в Кисловодске, РСФСР.

### Мужчины
| Дисциплина | Золото                                    | Золото  | Серебро                               | Серебро | Бронза                                  | Бронза  |
| ---------- | ----------------------------------------- | ------- | ------------------------------------- | ------- | --------------------------------------- | ------- |
| Кросс 8 км | Александр Федоткин Вооружённые Силы Минск | 23.39,0 | Иван Парлуй Вооружённые Силы Смоленск | 23.41,0 | Николай Григорьев Буревестник Чебоксары | 23.49,0 |

### Женщины
| Дисциплина | Золото                                      | Золото | Серебро                            | Серебро | Бронза                        | Бронза |
| ---------- | ------------------------------------------- | ------ | ---------------------------------- | ------- | ----------------------------- | ------ |
| Кросс 3 км | Светлана Ульмасова Вооружённые Силы Андижан | 9.29,2 | Елена Цухло Вооружённые Силы Минск | 9.35,4  | Галина Киреева Спартак Москва | 9.42,4 |

## Чемпионат СССР по кроссу
27 апреля 1980 года в финале XIX Всесоюзного кросса на призы газеты «Правда» были разыграны медали чемпионата СССР на дистанциях 12 км у мужчин и 2 км у женщин. Соревнования прошли во Фрунзе, столице Киргизской ССР.

### Мужчины
| Дисциплина  | Золото                        | Золото  | Серебро                                 | Серебро | Бронза                                    | Бронза  |
| ----------- | ----------------------------- | ------- | --------------------------------------- | ------- | ----------------------------------------- | ------- |
| Кросс 12 км | Леонид Мосеев РСФСР Челябинск | 36.53,4 | Владимир Меркушин Белорусская ССР Минск | 36.54,0 | Анатолий Бадранков Казахская ССР Алма-Ата | 36.54,4 |

### Женщины
| Дисциплина | Золото                            | Золото | Серебро                         | Серебро | Бронза                               | Бронза |
| ---------- | --------------------------------- | ------ | ------------------------------- | ------- | ------------------------------------ | ------ |
| Кросс 2 км | Любовь Смолка Украинская ССР Киев | 5.47,4 | Тамара Сорокина РСФСР Челябинск | 5.50,0  | Раиса Смехнова Белорусская ССР Минск | 5.50,1 |

## Чемпионаты СССР по марафону и ходьбе на 50 км
Чемпионаты СССР по марафону и спортивной ходьбе на 50 км состоялись 23 и 24 мая 1980 года в Москве. На соревнованиях проходил отбор в команду СССР на Олимпийские игры в Москве. Владимир Котов впервые в карьере выиграл чемпионат страны в марафонском беге и установил всесоюзное достижение (2:10.58). В ходьбе на 50 км были показаны результаты, значительно превышающие лучшее время на этой дистанции в истории лёгкой атлетики. Участники улучшили мировое достижение (3:41.19) почти на четыре минуты; позднее выяснилось, что трасса была короче 50 км, и данные результаты непригодны для статистических целей. Финишную линию одновременно пересекли Евгений Ивченко и Борис Яковлев, победа судейским решением была присуждена Ивченко.

### Мужчины
| Дисциплина       | Золото                                 | Золото    | Серебро                                     | Серебро   | Бронза                        | Бронза    |
| ---------------- | -------------------------------------- | --------- | ------------------------------------------- | --------- | ----------------------------- | --------- |
| Марафон          | Владимир Котов Белорусская ССР Витебск | 2:10.58,0 | Сатымкул Джуманазаров Киргизская ССР Фрунзе | 2:11.16,0 | Анатолий Арюков РСФСР Горький | 2:11.50,0 |
| Ходьба на 50 км* | Евгений Ивченко Белорусская ССР Минск  | 3:37.36*  | Борис Яковлев Украинская ССР Киев           | 3:37.36*  | Вячеслав Фурсов Ленинград     | 3:37.40*  |

* Дистанция короче 50 км.

## Чемпионат СССР по многоборьям
Чемпионы страны в многоборьях определились 20—21 июня в Москве на Центральном стадионе имени В. И. Ленина. Соревнования являлись отборочными на Олимпийские игры в Москве, состоявшиеся через месяц. Ольга Курагина установила новый рекорд СССР в женском пятиборье — 4856 очков. В мужском турнире сразу 7 десятиборцев набрали более 8000 очков, а победу с небольшим преимуществом одержал Юрий Куценко.

### Мужчины
| Дисциплина    | Золото                      | Золото            | Серебро                                | Серебро           | Бронза                | Бронза           |
| ------------- | --------------------------- | ----------------- | -------------------------------------- | ----------------- | --------------------- | ---------------- |
| Десятиборье** | Юрий Куценко РСФСР Белгород | 8329 очков (8331) | Валерий Качанов Молдавская ССР Кишинёв | 8306 очков (8288) | Сергей Желанов Москва | 8282 очка (8302) |

### Женщины
| Дисциплина  | Золото                     | Золото            | Серебро                          | Серебро           | Бронза                           | Бронза            |
| ----------- | -------------------------- | ----------------- | -------------------------------- | ----------------- | -------------------------------- | ----------------- |
| Пятиборье** | Ольга Курагина РСФСР Киров | 4856 очков (4914) | Ольга Рукавишникова РСФСР Казань | 4836 очков (4916) | Екатерина Смирнова РСФСР Рыбинск | 4740 очков (4859) |

** Для определения победителя в соревнованиях многоборцев использовалась старая система начисления очков. Пересчёт с использованием современных таблиц перевода результатов в баллы приведён в скобках.